# Liste der Biografien/Frib
Liste der Biografien |
Portal Biografien |
Personensuche
# |
A |
B |
C |
D |
E |
F |
G |
H |
I |
J |
K |
L |
M |
N |
O |
P |
Q |
R |
S |
T |
U |
V |
W |
X |
Y |
Z |
?
 
Fa |
Fe |
Ff |
Fh |
Fi |
Fj |
Fk |
Fl |
Fm |
Fn |
Fo |
Fr |
Ft |
Fu |
Fy
 
Fra |
Frc |
Fre |
Frg |
Fri |
Frk |
Frl |
Fro |
Fru |
Fry
 
Fria |
Frib |
Fric |
Frid |
Frie |
Frig |
Frih |
Frii |
Frij |
Frik |
Fril |
Frim |
Frin |
Frio |
Frip |
Frir |
Fris |
Frit |
Friv |
Friz
Die Liste der Biografien führt alle Personen auf, die in der deutschsprachigen Wikipedia einen Artikel haben. Dieses ist eine Teilliste mit 17 Einträgen von Personen, deren Namen mit den Buchstaben „Frib“ beginnt.

## Frib

### Fribe
- Friberg Da Cruz, Bobbie (* 1982), schwedischer Fußballspieler
- Friberg Da Cruz, Johan (* 1986), schwedischer Fußballspieler
- Friberg, Adam (* 1991), schwedischer E-Sportler
- Friberg, Arnold (1913–2010), US-amerikanischer Illustrator und Maler
- Friberg, Daniel (* 1986), schwedischer Eisschnellläufer
- Friberg, Erik (* 1986), schwedischer Fußballspieler
- Friberg, Jöran (* 1934), schwedischer Mathematikhistoriker und Altorientalist
- Friberg, Karin (* 1989), US-amerikanische Skispringerin
- Friberg, Karl (* 1999), schwedischer Tennisspieler
- Friberg, Lars-Erik (1950–2023), schwedischer Schauspieler
- Friberg, Max (* 1992), schwedischer EishockeyspielerMax Friberg (* 1992)

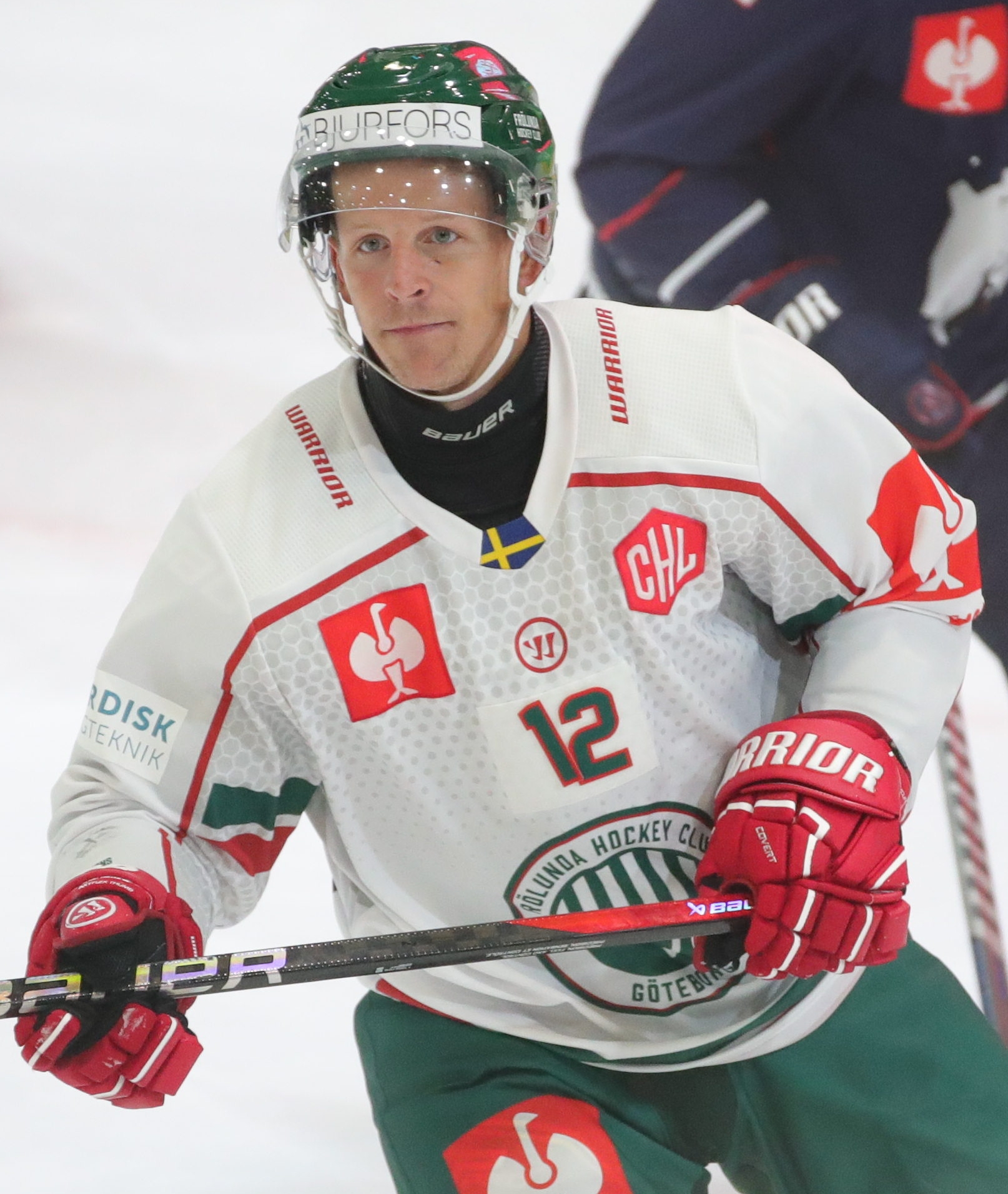
Max Friberg (* 1992)

- Friberg, Sven (1895–1964), schwedischer Fußballspieler
- Friberg, Wilhelm (1865–1932), schwedischer Fußballfunktionär

### Fribl
- Fribl, Anton (1889–1966), deutscher Kaufmann und Politiker (SPD), MdL Bayern

### Fribo
- Fribolin, Hermann (1886–1944), deutscher Verwaltungsjurist
- Friborg, Johan Erik (1893–1968), schwedischer Radrennfahrer

### Fribu
- Fribusch, Cord († 1476), Glockengießer in Norddeutschland